# Steinkreis von Strichen
Der Steinkreis von Strichen (auch Steinkreis von Strichen House genannt) ist ein Steinkreis des Typs Recumbent Stone Circle (RSC), der in der Region Grampian verbreitet ist. Er liegt auf einem Hügel im ehemaligen Park von Strichen House, etwa 0,8 km südwestlich von Strichen nahe der Nordwestküste von Aberdeenshire in Schottland.
Der kleine Steinkreis von etwa 15,0 m Durchmesser wird von einem Kreis kleinerer Steine umgeben. Der 2,60 m lange und 1,05 m hohe Recumbent Stone befindet sich im Südsüdosten des Kreises und wird von zwei 1,90 m bzw. 1,75 m hohen Steinen flankiert. Acht weitere Steine bilden den Steinkreis.
1773 besuchten James Boswell (1740–1795) und Samuel Johnson (1709–1784) den von Johnson als „Druidenkreis“ („druidical circle“) bezeichneten Ort. Um 1830 entfernte der Grundstückspächter die Steine des Kreises, musste diesen jedoch auf Befehl des Grundherrn, Thomas Fraser, späterer 12. Lord Lovat, als „Druidenhain“ („druidical folly“) um eine Eiche wieder herrichten. Dies geschah südlich des alten Standorts, so dass sich der an seinem Platz verbliebene Recumbent Stone jetzt im Nordosten des Kreises befand. 1960 wurden dann alle Steine entfernt, wobei der Recumbent Stone und seine Flankensteine bald wieder zurückkehrten, bis sie 1965 Forstarbeiten weichen mussten. 
Im Zuge einer 1979 begonnenen archäologischen Ausgrabung wurden die alte Lage des Kreises ermittelt und der Kreis mit den ursprünglichen Steine von einheimischen Freiwilligen an seinem ursprünglichen Standort wieder aufgebaut. Eine 1982 im Bereich des Kreise ergrabenen Bestattung wurde mit der Radiokarbonmethode auf 700 ± 160 v. Chr. datiert.